# Wm. K. Walthers
Wm. K. Walthers, Inc. (kurz Walthers) ist ein US-amerikanischer Händler und Hersteller von Modelleisenbahnen und Zubehör. Das Unternehmen bezeichnet sich selbst als den größten Modellbahnhändler der Welt. Der über 1000 Seite starke Katalog mit über 100.000 Produkten gilt als „Bibel“ der amerikanischen Modelleisenbahner.

## Geschichte
Das Unternehmen wurde im Mai 1932 in Milwaukee (Wisconsin) vom damals arbeitslosen Bill Walthers gegründet. Er begann mit der Herstellung und dem Vertrieb von Modellschienen, Kupplungen und anderen Zubehör für die Nenngröße 0. Trotz der Großen Depression erreichte er im ersten Jahr einen Umsatz von 500 Dollar. Bereits fünf Jahre später kam es zur ersten größeren Erweiterung: Das Unternehmen zog in neue Geschäftsgebäude um und begann ab 1938, in den sich entwickelnden Markt der Nenngröße H0 einzusteigen.
Im Zweiten Weltkrieg musste wegen der damit einhergehenden Materialknappheit für die nicht kriegswichtigen Produktion die Fertigung weitgehend eingestellt werden. Bill Walthers versuchte mit Zeitungsanzeigen, Restbestände von Rohmaterialien zu erwerben, um so eine marginale Produktion aufrechtzuerhalten.
In der Nachkriegszeit erholten sich die Geschäfte wieder, und 1958 übernahm Bills Sohn Bruce die Geschäfte. Ab 1960 begann er, neben eigenen Produkten auch die Artikel anderer Hersteller zu verkaufen und erweiterte sein Unternehmen damit zum Spezialhändler für Modelleisenbahnen. Dies war notwendig geworden, da viele Spielwarenhändler Modellbahnen wegen der geringen Umsätze aus dem Angebot nahmen. Mit dem allgemeinen Rückgang der Nachfrage nach Modelleisenbahnen in den 1960er Jahren gingen auch bei Walthers die Geschäfte zurück, jedoch gelang in den 70er Jahren die erfolgreiche Rückkehr. Gleichzeitig begann man auch, Produkte für die Nenngröße N anzubieten. 1984 übernahm Phil Walthers, Bruce Walther Sohn, die Geschäfte.

## Sortiment
Neben den Angeboten US-amerikanischer Produzenten bietet Walthers inzwischen auch Produkte ausländischer Hersteller wie Märklin (seit 1979), Fleischmann, Busch und KATO an. 2005 gelang mit dem Kauf von Life-Like die erste Akquisition eines großen renommierten Modellbahnherstellers.